# Fronteira Lituânia–Polónia
A fronteira entre a Lituânia e a Polônia separa o extremo nordeste da Polônia do território da Lituânia, e estende-se por 91 km na direção este-oeste entre duas fronteiras tríplices dos dois países com a Bielorrússia e com a Rússia (enclave de Kaliningrado).
Essa fronteira passou a existir individualmente como fronteira entre dois países independentes a partir da extinção da União Soviética em 1991. Até então fazia parte de uma extensa fronteira entre a Polônia e a União Soviética, a qual corresponde ao conjunto das fronteiras atuais da Polônia com Rússia, Lituânia, Bielorrússia e Ucrânia.